# 八戸市営バス旭ヶ丘営業所

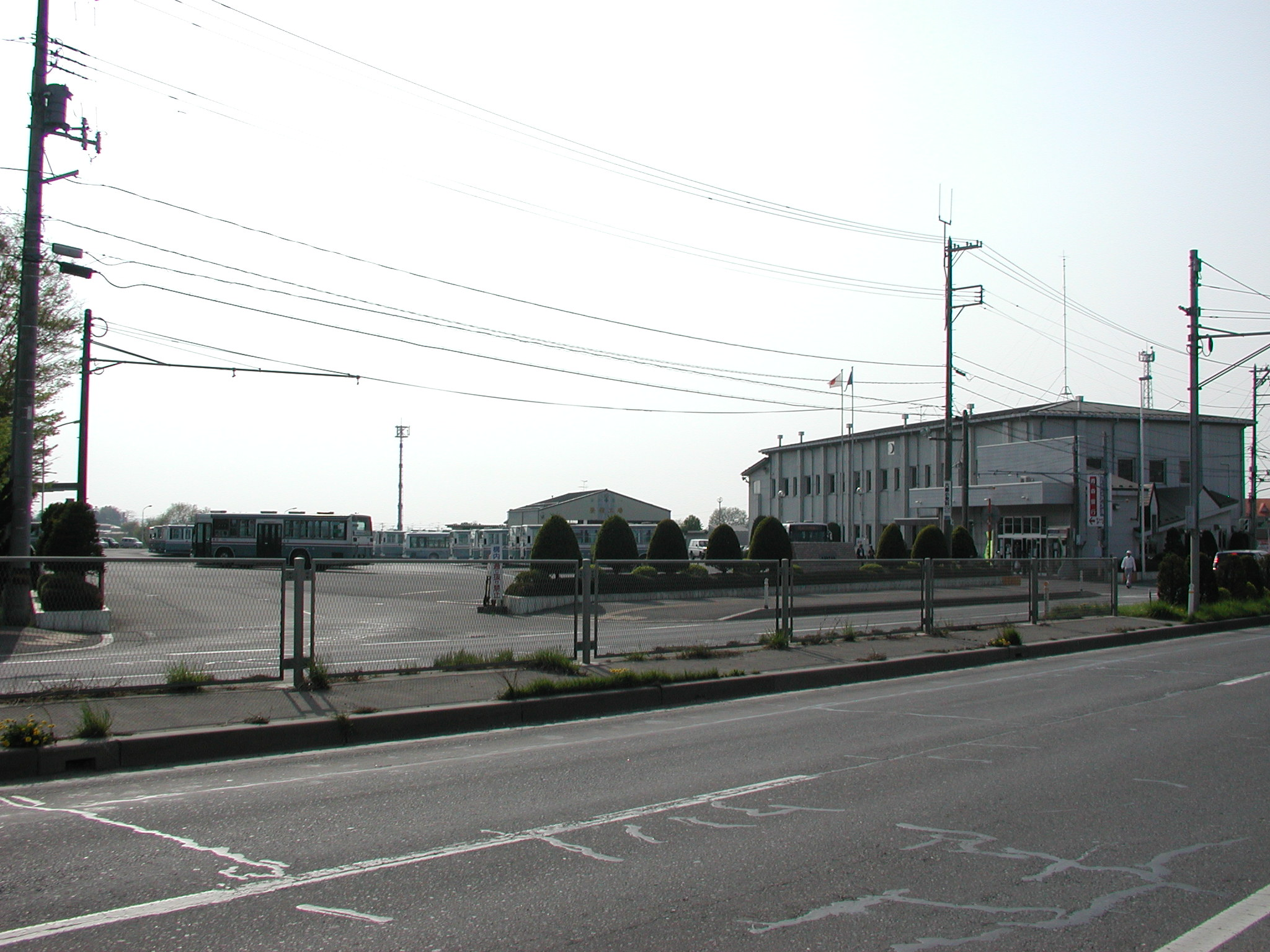
八戸市交通部官舎、旭ヶ丘営業所（2008年5月、公道側から撮影）

八戸市営バス旭ヶ丘営業所（はちのへしえいバスあさひがおかえいぎょうしょ）は、青森県八戸市大字新井田字小久保頭4-1にある八戸市交通部の営業所である。
大規模な営業所であり、市内の大半を運行区域としている。
また、2005年3月まではJRバス東北の八久線が営業所構内を経由していた。

## 沿革
- 1964年 - 旭ヶ丘団地内へ開設
- 1972年 - 現在地へ移転
- 199x年 - 国道45号拡張工事に伴い待合室を移転新築。同時期に右折時の進入方法を変更。
- 2004年頃 - 降車バス停を待合室脇へ移設

## 所管路線
2020年4月1日現在。八戸市地域公共交通会議による「市地域公共交通連携計画」の策定に基づき、2010年4月1日以降、中心街乗り入れ路線にて「方面別ナンバリング記号」を導入している（詳細は八戸市営バス#路線ナンバリング制度を参照のこと）。
運行経路上の「矢印」表記は片方向のみの運行、「<>」で囲んだ停留所は一部便のみの乗り入れを表す。
ワンコイン路線（「ワンコインバス・うみねこ号」など）を除き、すべて八戸圏域定住自立圏路線バス上限運賃化実証実験対象路線（初乗り：150円 - 、上限：300円）。
2012年4月1日より大杉平営業所が廃止されたことに伴い当営業所が路線全ての管轄となったが、便宜上2012年3月31日時点で大杉平営業所の管轄であった路線および以降も大杉平の発着に関係する路線は大杉平バスセンターに記載することとし、こちらも参照願いたい。

### 岬台団地線

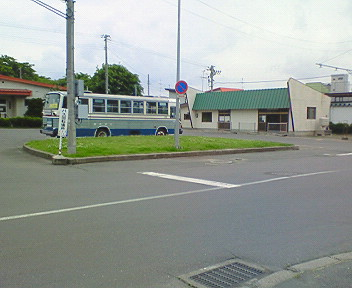
岬台団地線の発着地：岬台団地バスプール（2007年6月）

#### 中心街発着
中心街発着系統は大杉平バスセンターと共管につき、左記項目も参照。以下には、旭ヶ丘営業所管轄分のみ記す
- [M24] 岬台団地
- [C5] 中心街（朔日町）
  - <二十三日町 - > 八戸中心街ターミナル（八日町（2番のりば）/朔日町（4番のりば）） - 下組町 - 小中野 - 上柳町 - 労災病院前 - 北高校前 - 白銀台団地 - 岬台団地

かつて中心街側の起終点は新荒町だったが、1980年代から新荒町発着便が削減され、中心街へ向かう多くの便が神明宮前行き（岬台団地行きの多くは二十三日町始発）となり、大杉平バスセンター（当時は大杉平営業所）発着便は朝夕の一部に限られていた。2008年4月ダイヤ改正で、中心街発着便の大部分が大杉平に移管、大杉平バスセンター発着となり、神明宮前・二十三日町発着は旭ヶ丘営業所が管轄する朝夕の一部便のみとなった。さらに、2011年5月31日の「神明宮前」バス停留所廃止に伴い、朝夕のみ存在した「[C2] 神明宮前」行を同年6月1日より『[C5] 中心街（朔日町）』行に変更。

#### 旭ヶ丘営業所発着
- [24] 岬台団地
- [3] 旭ヶ丘営業所
  - 旭ヶ丘営業所 < - 旭ヶ丘団地 > - 桜ヶ丘 - 東霊園 - 北高校前 - 岬台団地

### 八戸駅線・西高校線

#### 根城大橋まわり

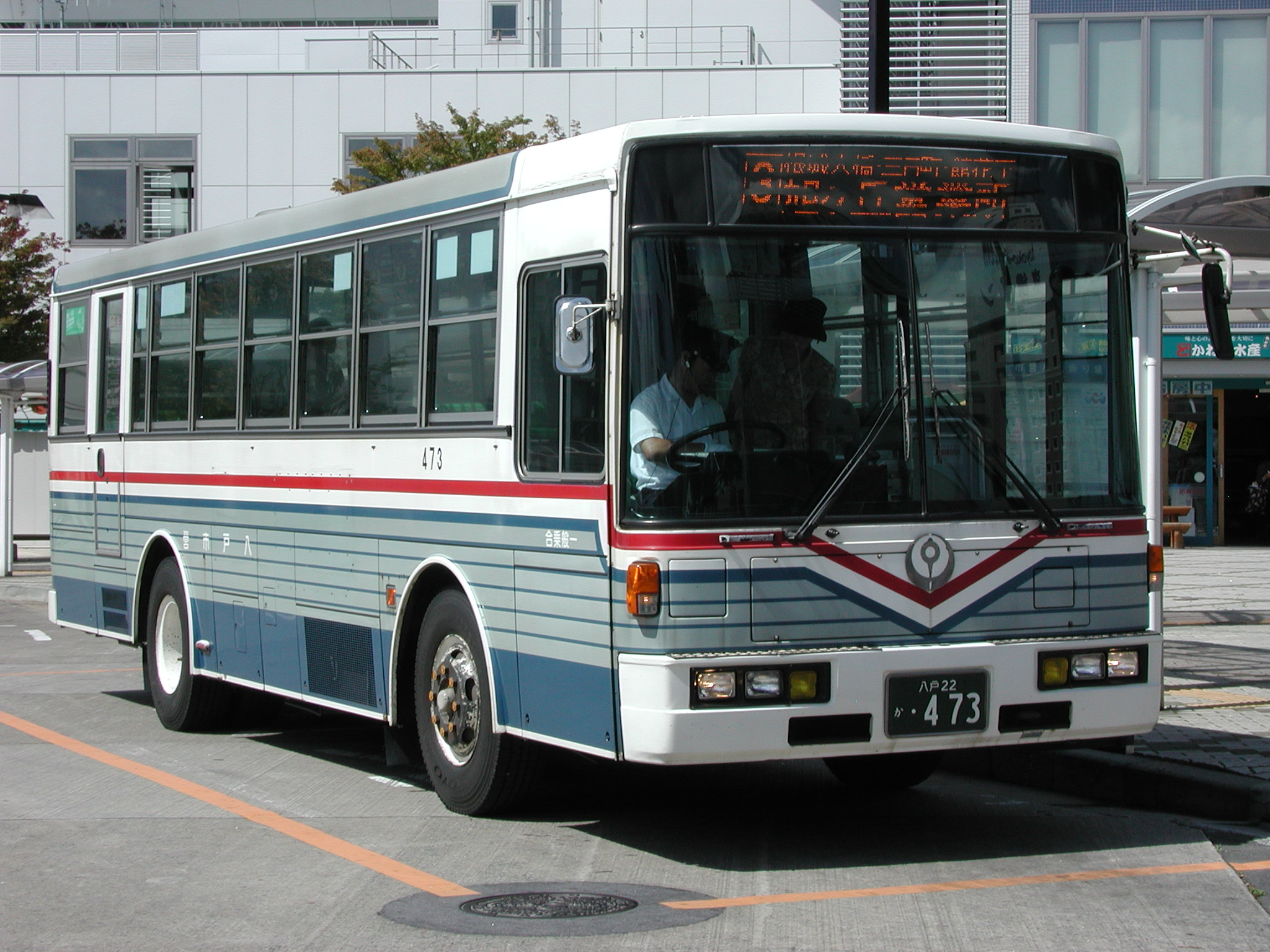
八戸駅にて（2007年9月）

一部路線は八戸市営バス大杉平営業所と共管（大杉平発着便については左記の記事を参照のこと）。太字は八戸駅線専用共通定期券（南部バスとの共同で発行）適用区間。
- [N60] 八戸駅
- [N63] 八戸駅・西高校
- [A3] 旭ヶ丘営業所（館花下経由）
- [C5] 中心街（三日町）
- [P8] ラピア（バスセンター）
- [S30] 旭ヶ丘営業所（吹上経由）
  - < 旭ヶ丘団地→ > 旭ヶ丘営業所 < - 東運動公園> - 館花下 - 八戸中心街ターミナル（六日町（5番のりば）/八日町（2番のりば）） - 新荒町 - 平中通 - 総合福祉会館前 - 根城大橋 - 合同庁舎前 - 八戸駅前（東口）（ - 矢沢 - 西高校前）
  - ラピアバスセンター - ラピア - 緑町/下組町 - 八戸中心街ターミナル（六日町（5番のりば）/八日町（2番のりば）） - 新荒町 - 平中通 - 総合福祉会館前 - 根城大橋 - 合同庁舎前 - 八戸駅前（東口） < - 矢沢 - 西高校前>
  - 旭ヶ丘営業所 - 旭ヶ丘団地 - 市民病院 - 吹上 - 寺横町/長横町→十六日町/十三日町→八戸中心街ターミナル（中央通り（3番のりば）） - 新荒町 - 平中通 - 総合福祉会館前 - 根城大橋 - 合同庁舎前 - 八戸駅前（東口） <← 矢沢 ← 西高校前>

#### 西高校線（司法センター・根城大橋まわり）
太字は八戸駅線専用共通定期券（南部バスとの共同で発行）適用区間
- [N63] 八戸駅・西高校
- [S30] 旭ヶ丘営業所
  - 旭ヶ丘営業所 - 旭ヶ丘団地 - 市民病院 - 吹上 - 寺横町/長横町 - 十六日町/十三日町→八戸中心街ターミナル（中央通り（3番のりば）） - 新荒町 - 司法センター前 - 根城大橋 - 合同庁舎前 - 八戸駅前（東口） - 矢沢 - 西高校前

### 八戸ニュータウン・高専線
大杉平営業所と共管。2013年4月1日より高専線と八戸ニュータウン線は統合し、一部便で循環運行が開始された。

#### 旧高専線（田面木まわり）
一部便はニュータウン方面との循環運行を行う。主にニュータウン発着の経路は後述の旧ニュータウン線もしくは、大杉平バスセンターを参照のこと。ラピア・中心街発着便は八戸市営バス大杉平バスセンター#旧高専線を参照。
- [T71] 聖ウルスラ学院
- [A3] 旭ヶ丘営業所
- [M30] 旭ヶ丘営業所（上柳町・新井田西二丁目経由）
  - 旭ヶ丘営業所 < - 東運動公園> - 館花下 - 八戸中心街ターミナル（六日町（5番のりば）/八日町（2番のりば）） - 新荒町 - 司法センター前 - 田面木 - 高専前 - 聖ウルスラ学院
  - 旭ヶ丘営業所 - 旭ヶ丘団地 - 中町 - 新井田西二丁目 - セメント前 - 上柳町 - 小中野 - 大町二丁目 - 下組町 - 八戸中心街ターミナル（六日町（5番のりば）/八日町（2番のりば）） - 新荒町 - 司法センター前 - 田面木 - 高専前 - 聖ウルスラ学院
  - 鮫小学校通→労災病院通→上柳町→小中野→大町二丁目→下組町→八戸中心街ターミナル（六日町（5番のりば））→新荒町→司法センター前→田面木→高専前→聖ウルスラ学院

旭ヶ丘団地・上柳町経由便は、かつては旭ヶ丘団地 - 中町 - 対泉院前 - セメント前 - 上柳町経由で運行、2013年ダイヤ改正で現行経路に変更され、対泉院前停留所を廃止。

#### 旧ニュータウン線
路線統合以前は大杉平営業所の管轄路線であったことから路線詳細は八戸市営バス大杉平バスセンター#旧ニュータウン線を参照のこと。
一部便は高専線との循環運行を行う。主に聖ウルスラ学院発着の経路は前述の旧高専線を参照のこと。

### 是川団地線

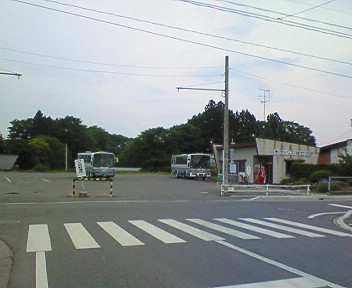
是川団地線の発着地：是川団地バスプール（2007年6月）

#### 中心街乗り入れ路線
- [J40] 是川団地
- [P50] 本八戸駅
- [P8] ラピア（バスセンター）
- [P51] 舟見町（ラピア）
  - <舟見町 - ラピアバスセンター - ラピア - 郵便局通 - > 本八戸駅 - 八戸中心街ターミナル（中央通り（3番のりば）/三日町（1番のりば）） - 吹上 - 中居林 - 斎場前 < - こどもの国入口<※>> - 商業高校前 - 是川団地
※：平日の夏休み期間内・土日祝の4月-11月の期間内のみ、一部便に限って「こどもの国入口」に乗り入れ（それ以外の便・期間は「こどもの国通」停留所を利用）。
  - 旭ヶ丘営業所→光星高校前→上柳町→小中野→大町二丁目→下組町→八戸中心街ターミナル（朔日町（4番のりば））→長横町→吹上→中居林→斎場前→商業高校前→是川団地

2014年4月1日より石手洗団地前 - 西十日市 - 東十日市経由の中心街⇔是川団地便は廃止された。

#### 郊外乗り入れ路線
- [40] 是川団地
- [3] 旭ヶ丘営業所（大館中学校経由）
  - 旭ヶ丘営業所 - 旭ヶ丘団地 - 大館中学校前 - 東十日市 - 赤坂 - 商業高校前 - 是川団地
- [40] 是川団地
- [3] 旭ヶ丘営業所（市民病院経由経由）
  - 旭ヶ丘営業所 - 四本松 - 新井田西二丁目 - 市民病院 - 松ヶ崎 - 斎場前 - 商業高校前 - 是川団地

かつては、旭ヶ丘団地 - 市民病院 - 芽生保育園前（現：松ヶ崎） - 西十日市 - 東十日市経由。2008年前後のダイヤ改正より斎場前経由に、2014年のダイヤ改正で四本松経由に経路変更。
- [12] 高等支援学校前
  - 是川団地 - 商業高校前 - 赤坂 - 東十日市 - 大館中学校前 - 旭ヶ丘団地 - 桜ヶ丘 - 東霊園 - 労災病院前 - ユニバース白銀店前 - 鮫 - 高等支援学校前
- [20] 鮫
  - 是川団地→商業高校前→赤坂→東十日市→大館中学校前→旭ヶ丘団地→桜ヶ丘→東霊園→北高校前→岬台団地北口→小長根→鮫小学校通

### 日計線
2008年4月1日付けで所轄を大杉平営業所より移管。2010年4月から2019年3月までは中心街 - 八太郎間の共同運行により、小田前 - 中心街では共通定期券（南部バスとの共同で発行）の適用区間であった。大杉平・中心街発着系統は大杉平バスセンターを参照。
- [H59] シルバークリニック
- [S30] 旭ヶ丘営業所
  - 旭ヶ丘営業所 - 旭ヶ丘団地 - 市民病院 - 吹上 - 八戸中心街ターミナル（三日町（1番のりば）/中央通り（3番のりば）） - 本八戸駅 - 沼館一丁目 - 八太郎 - 小田 - 高舘小学校前 - シルバークリニック

### 平庭線
- [Y26] 平庭団地
  - 八戸中心街ターミナル（八日町（2番のりば））- 二十八日町 - 千葉高校通 - 館花下 - 北青葉- 上柳町 - 労災病院前 - 北高校前 - 東給食センター - 平庭
- [C5] 中心街（三日町）
  - 平庭 - 東給食センター- 北高校前 - 労災病院前 - 上柳町 - 北青葉- 館花下 - 千葉高校通 - 八戸中心街ターミナル（三日町（1番のりば））

ツーマンで運行されていた1980年頃までは、労災病院前を経由せず、上柳町方面 - 労災病院通 - 白銀小学校前 - 白銀住宅前 - 北高校東口（現：大久保通） - 平庭という経路だった。また、当時は美保野線の一部であり、平庭から金吹沢を経て美保野（短大前）まで運行される便が設定されていた。美保野線との分離に伴って金吹沢発着便が設定された。
2020年4月1日のダイヤ改正にて、全便が平庭発着となり金吹沢口と金吹沢が廃止、新平庭行が[Y26]になった（平庭バス停留所で転回する）。また、かつては以下の系統も運行されていた。
- [30] 旭ヶ丘営業所発着便及び[30] 旭ヶ丘団地行き（中心街までの経路は、旭ヶ丘線（吹上経由）と同じ） - 1997年3月1日ダイヤ改正で系統分割された。
- 労災病院通始発便 - 1999年4月1日まで運行されていた。
- [Y25] 平庭団地と[Y26] 金吹沢（平庭団地） - 2011年4月1日ダイヤ改正にて、全便とも金吹沢発着化（以降、平庭バス停留所ではバス回転場構内には乗り入れず）

### 町畑線
- [32] 第二桜ヶ丘
- [3] 旭ヶ丘営業所
  - 旭ヶ丘営業所 - 桜ヶ丘 - 町畑 - 第二桜ヶ丘

### 旭ヶ丘線

#### 中心街 - 旭ヶ丘間
館花下まわり
- [A3] 旭ヶ丘営業所
  - <大杉平バスセンター / 二十三日町/ 本八戸駅 → > 八戸中心街ターミナル（八日町（2番のりば））→ 館花下 （→ 東運動公園）→ 旭ヶ丘営業所
- [C5] 中心街（朔日町）
- [P50] 本八戸駅
- [F1] 大杉平バスセンター
  - 旭ヶ丘営業所（ → 東運動公園） → 館花下 → 八戸中心街ターミナル（朔日町（4番のりば））< → 新荒町 → 大杉平バスセンター >
  - 旭ヶ丘営業所（ → 東運動公園） → 館花下 → 八戸中心街ターミナル（六日町（5番のりば）・中心街三日町（1番のりば） → 本八戸駅

一部便は二十三日町始発、大杉平バスセンター発着。
吹上まわり（町畑線）
- [C5] 中心街（三日町）
- [P50] 本八戸駅
- [S30] 旭ヶ丘営業所
- [S31] 桜ヶ丘・旭ヶ丘営業所（桜ヶ丘を経由して旭ヶ丘営業所へ向かう）
- [S32] 第二桜ヶ丘
  - 旭ヶ丘営業所 - 旭ヶ丘団地 - 市民病院 - 吹上 - 八戸中心街ターミナル（三日町（1番のりば）/中央通り（3番のりば））< - 本八戸駅 >
  - 旭ヶ丘営業所 - 桜ヶ丘 - 旭ヶ丘団地 - 市民病院 - 吹上 - 八戸中心街ターミナル（三日町（1番のりば）/中央通り（3番のりば））< - 本八戸駅 >
  - 第二桜ヶ丘 - 桜ヶ丘 - 旭ヶ丘団地 - 市民病院 - 吹上 - 八戸中心街ターミナル（三日町（1番のりば）/中央通り（3番のりば））< - 本八戸駅 >

上柳町経由
- [C5] 中心街（朔日町）
  - 旭ヶ丘営業所 → 旭ヶ丘団地 → 中町 → 新井田西二丁目 → セメント前 → 上柳町 → 小中野 → 大町二丁目 → 下組町 → 八戸中心街ターミナル（朔日町（4番のりば））

かつては中町 - 対泉院前 - セメント前経由、2013年4月1日ダイヤ改正で現行経路に変更になり、対泉院前停留所は廃止。
※2016年4月1日ダイヤ改正で、[M30] 旭ヶ丘営業所行きの運行を取りやめ、中心街行きのみの片方向運行となる。

#### 市民病院発着（旧上柳町循環線）
- [3] 旭ヶ丘営業所
- [35] 市民病院
  - 旭ヶ丘営業所 - 東運動公園 - 湊高台五丁目 - 光星高校前 - 三島上 - 上柳町 - セメント前 - 新井田西二丁目 - 市民病院

2021年4月のダイヤ改正で、上柳町方面から市民病院へのアクセス向上を目的とし、旭ヶ丘営業所 - 旭ヶ丘団地 - 市民病院間を日計線、多賀台団地線、町畑線などの他の路線と統合する形で循環が廃止された。
 循環線時代 
※参考までに循環線時代を以下に記す。
- [6] 上柳町循環線 → [3] 旭ヶ丘営業所
  - 旭ヶ丘営業所 - 旭ヶ丘団地　- 中町 - 市民病院 - 新井田西二丁目 - セメント前 - 上柳町 - 三島上 - 光星高校前 - 湊高台五丁目 - 東運動公園 - 旭ヶ丘営業所
- [6] 上柳町循環線 → [30] 旭ヶ丘営業所
  - 旭ヶ丘営業所 - 東運動公園 - 湊高台五丁目 - 光星高校前 - 三島上 - 上柳町 - セメント前 - 新井田西二丁目 - 市民病院 - 中町 - 旭ヶ丘団地 - 旭ヶ丘営業所

※中町・新井田周辺の経路は、かつては中町 - 対泉院前 - 寺沢だった。1998年3月20日ダイヤ改正で、市民病院に乗り入れ開始（中町 - 市民病院 - 中町 - 対泉院前 - 寺沢）。2009年4月1日ダイヤ改正で現行ルートになる。
※1996年3月18日ダイヤ改正前までは、[30] 旭ヶ丘団地行きも運行されていた。

#### ラピア発着
- [8] ラピア（バスセンター）
- [30] 旭ヶ丘営業所（類家南団地経由）
- [3] 旭ヶ丘営業所（市民センター前・栄町経由）
  - 旭ヶ丘営業所 - 旭ヶ丘団地 - 市民病院 - 類家南団地 - 市民センター前 - 蟇平 - 盲・聾（ろう）学校通 - 栄町 - ラピア - ラピアバスセンター
  - 旭ヶ丘営業所 - 四本松 - 市民センター前 - 蟇平 - 盲・聾（ろう）学校通 - 栄町 - ラピア - ラピアバスセンター

### 工業大学線

#### 旭ヶ丘営業所・中心街発着
大杉平営業所発着・吹上経由便は、大杉平バスセンターの管轄のため、当該記事を参照のこと。
- [A34]・[34] 工業大学
- [3] 旭ヶ丘営業所
- [C5] 中心街（朔日町）
- [P50] 本八戸駅
  - < 本八戸駅 - >八戸中心街ターミナル（八日町（2番のりば）/三日町（1番のりば）←六日町（5番のりば）・朔日町（4番のりば、終点）） - 館花下 - 旭ヶ丘営業所 - 出口平 - 工業大学正門前 - 工業大学前（大学構内）
  - 旭ヶ丘営業所 - 出口平 - 工業大学正門前 - 工業大学前（大学構内）
- [F1] 大杉平バスセンター
  - 工業大学前（大学構内）→ 工業大学正門前 → 出口平 → 旭ヶ丘営業所 → 館花下 → 八戸中心街ターミナル（朔日町（4番のりば））→ 新荒町 → 大杉平バスセンター

階上線を運行してたころの一部の便は[34] 工業大学正門前行きで運行されていたが、1999年4月1日ダイヤ改正で公道上の工業大学正門前（現:南部バス路線の工業大学前停留所）の起終点を廃止し、全便が大学構内に乗り入れることになった。運行当時方向幕には「工業大学」を表示し、「工業大学正門前」のサボを掲出した。

#### 東霊園まわり
- [34] 工業大学
- [12] 高等支援学校（旧南高校）
- [20] 鮫
  - 工業大学前（大学構内） - 出口平 < - 旭ヶ丘団地 > - 桜ヶ丘 - 東霊園 - 労災病院前 - 鮫/鮫小学校通 < - 高等支援学校前>

### 種差線
- [14] 法師浜（種差）
- [M15]・[15] 金浜小学校
- [C5] 中心街（朔日町）
- [3] 旭ヶ丘営業所
- [20] 鮫　※2004年頃に方向幕がLED化される以前は[10]。
  - 八戸中心街ターミナル（八日町（2番のりば）/朔日町） - 下組町 - 大町二丁目 - 小中野 - 上柳町 - 労災病院通 - 砂森 - 妻ノ神 - 種差海岸通り - 法師浜 < - 下大久喜 - 金浜小学校前>
  - 旭ヶ丘営業所 - 光星高校前 - 労災病院通 - 砂森 - 妻ノ神 - 種差海岸通り - 法師浜 <←下大久喜←金浜小学校前>
  - 鮫・始発/鮫小学校通・終点 - 砂森 - 妻ノ神 - 種差海岸通り - 法師浜 < - 下大久喜 - 金浜小学校前>
- [35] 市民病院
  - 金浜小学校前→下大久喜→法師浜→種差海岸通り→妻ノ神→砂森→労災病院通→光星高校前→四本松→新井田西二丁目→市民病院

### シーガルビューホテル線
- [13] 旧シーガルビューホテル
- [20] 鮫
- [3] 旭ヶ丘営業所
  - （旭ヶ丘営業所 - 光星高校前 - 労災病院通 - ）鮫 - 岬町 - 旧シーガルビューホテル

### 美保野線
- [A27]・[27] 八戸学院大学
- [3] 旭ヶ丘営業所
- [C5] 中心街（朔日町）
- [P50] 本八戸駅
  - < 本八戸駅 - 八戸中心街ターミナル（八日町（2番のりば）/朔日町） - 館花下 - > 旭ヶ丘営業所 - 出口平 - 美保野口 < - 工業大学前（大学構内）> - 短大前 - 八戸学院大学

ツーマンで運行されていた1980年頃までは、< 旭ヶ丘営業所 - 吹上 - > 三日町 - 館花下 - 柳橋 - 労災病院通 - 白銀小学校前 - 白銀住宅前 - 北高校東口（現：大久保通） - 平庭 - 金吹沢口 - 美保野という経路だったが、後に平庭線と分離され、国道45号経由となった。八戸市営バスでは最後までツーマン運行が残っていたが、1983年にワンマンに移行した。
かつて起終点は短大前であったが、2002年に一部便で八戸大学（当時名）へ延長して、2008年ダイヤ改正で全便が延長された。また、同改正で一部便が工業大学経由となった。

### 鮫中学校線（旧南高校線）
旭ヶ丘営業所管轄分のみ掲載。
- [12] 高等支援学校前
- [20] 鮫
- [3] 旭ヶ丘営業所
  - 旭ヶ丘営業所 - 光星高校前 - 労災病院通 - 鮫 - 高等支援学校前
  - 旭ヶ丘営業所 - 旭ヶ丘団地 - 桜ヶ丘 - 東霊園 - 労災病院前 - 鮫（/鮫小学校通） -高等支援学校前

### 鮫・市民病院線
- [35] 市民病院
- [20] 鮫
  - 鮫小学校通 - 労災病院通 - 上柳町 - 小中野 - 大町二丁目 - 青葉二丁目 - 類家南団地 - 市民病院
  - 鮫小学校通 - 労災病院前 - 東霊園 - 旭ヶ丘団地 - 中町 - 市民病院

### 多賀台団地線
2012年の大杉平営業所廃止で大杉平バスセンター移行に伴い、2008年の所管移管以来4年ぶりに旭ヶ丘営業所発着の便が設置された。

#### 八太郎まわり
- [H58] 多賀台団地
- [S30] 旭ヶ丘営業所
  - 旭ヶ丘営業所 - 旭ヶ丘団地 - 市民病院（ - イオン田向店） - 吹上 - 八戸中心街ターミナル（三日町（1番のりば）/中央通り（3番のりば）） - 本八戸駅 - 沼館一丁目 - 八太郎 - 三菱製紙前（ - 車検登録事務所前） - 浜市川 - 多賀台団地

一部は桔梗野・西売市方面との循環がある。1990年代まで、一部便は桜ケ丘経由で運行されていた（桜ケ丘経由旭ヶ丘営業所行きは[31]）。

#### 西売市まわり
- [S30] 旭ヶ丘営業所
  - 旭ヶ丘営業所 ← 旭ヶ丘団地 ← 市民病院（ ← イオン田向店） ← 吹上 ← 八戸中心街ターミナル（中央通り（3番のりば）） ← 十三日町 ← 新荒町 ← 西売市 ← 内舟渡 ← 長苗代二丁目 ← 河原木団地 ← 小田 ← 高舘 ← 桔梗野 ← 陸奥市川駅前 ← 多賀台団地

2020年現在、西売市まわりには旭ヶ丘営業所方面からの多賀台団地行きが設定されていない（2008年に大杉平に移管される前は、上述の吹上経由の他に館花下経由の旭ヶ丘営業所起終点便が運行され、浜市川・八太郎方面への循環便も設定されていた）。

### ハイテクパーク線
2008年4月1日付けで大杉平営業所（現：大杉平バスセンター）へ移管したが、2014年4月1日付けでハイテクパーク発便は中心街（八日町）行きから、所管移管以前と同様に館花下経由旭ヶ丘営業所行きへと変更になった。
- [A3] 旭ヶ丘営業所
- [K67] ハイテクパーク
  - ハイテクパーク - 南部山公園通 - 下長 - 内舟渡 - 西売市 - 新荒町 - 八戸中心街ターミナル（八日町（2番のりば）/六日町（5番のりば））→館花下→四本松→旭ヶ丘営業所

### 市内循環線
- 市内循環線 [170円バス][9]
- [C5] 中心街（朔日町）

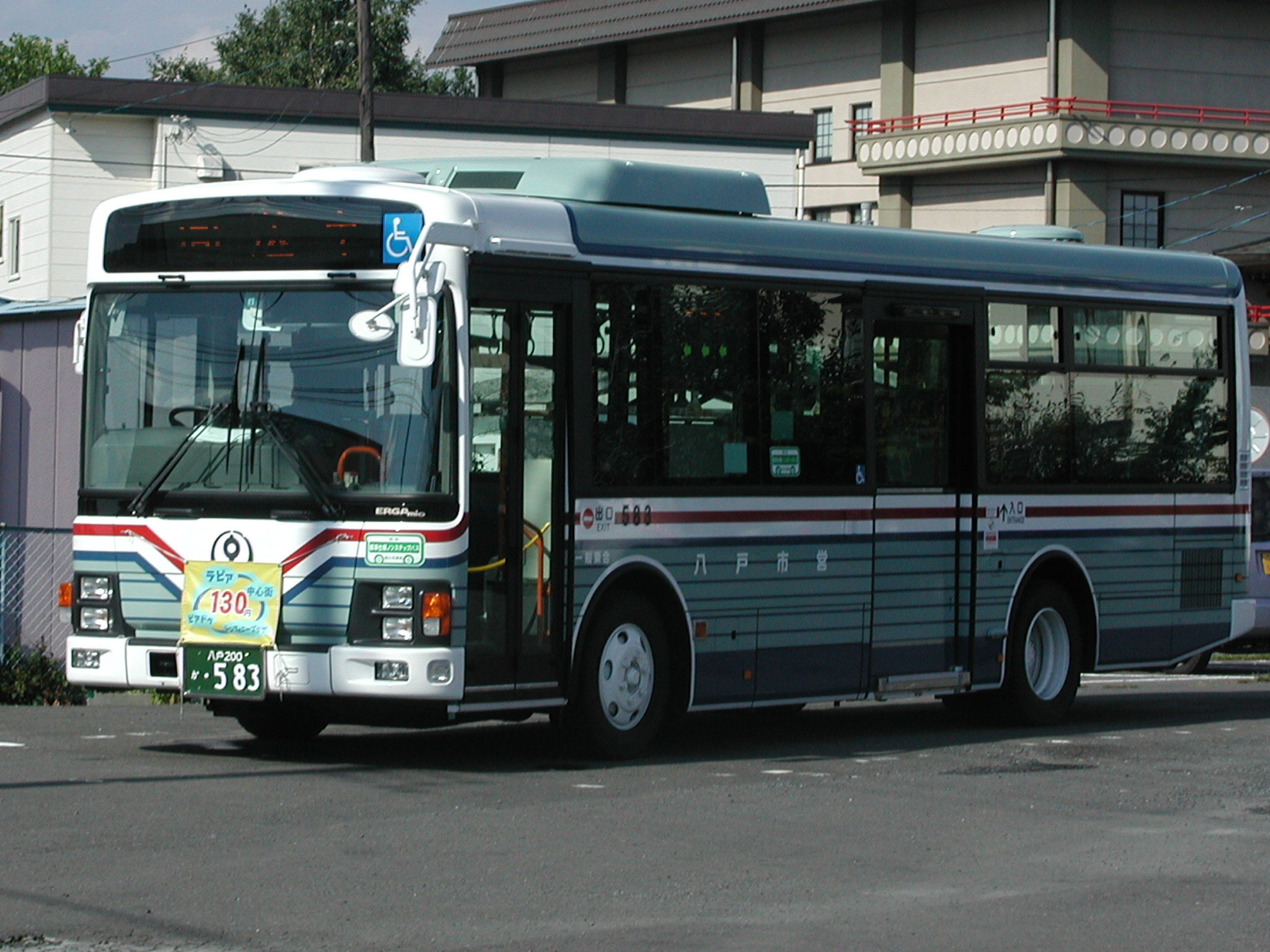
市内循環線専用バスマスク装着車両（2010年9月）

  - 八戸中心街ターミナル（六日町（5番のりば）→三日町（1番のりば））→本八戸駅→沼館一丁目→シンフォニープラザ→ピアドゥ前→ピアドゥ東側広場前→ピアドゥ ベイパーク前→日東ボード前→ラピア→緑町→八戸中心街ターミナル（六日町/朔日町（終点時のみ））

中心街ターミナル（六日町）始発基準から3周（ただし中心街（六日町）16：25発の便以降は2周）回った時点で「中心街ターミナル（朔日町）」終点となる。約35-40分間隔で右周りのみの運転。2013年4月から1年間のみ週末限定で中心街2番のりば八日町→栄町→ラピア→ピアドゥ・イトーヨーカドー前→ピアドゥ→シンフォニープラザ→本八戸駅の左回りも運行していた。
本路線では特定非営利活動法人青森ITSクラブの協力により、各バス停留所の到着を予測できるサービス（PC/携帯電話）を行っていたが、2009年3月の新型バスロケーションシステムの導入準備（現在のバス運行総合管理システムの老朽化に伴う更新）のため、2008年9月30日をもって終了することとなった。

### 東霊園線（季節運行）
- [33] 東霊園　※2004年頃に方向幕がLED化される以前は無番号。
- [20] 鮫
- [5] 中心街（朔日町）
  - 鮫小学校通 - 労災病院前 - 東霊園 < - 管理事務所前 - 墓地前>
  - 八戸中心街ターミナル（八日町（2番のりば）/朔日町（4番のりば））- 下組町 - 小中野 - 上柳町 - 労災病院前 - 東霊園 < - 管理事務所前 - 墓地前>

お盆期間中（8月13 - 15日）のみ運行。東霊園敷地内に乗り入れる。< 管理事務所前 - 墓地前 > 間は東霊園の敷地内に設置される臨時停留所。

## 設備
- 待合室（冬期間はストーブ設置）
- 定期券・回数券販売所（待合室内）
- 自動販売機（待合室内）
- 「はちのへ市営バス運行情報」 大型液晶ディスプレイ式表示器（待合室内）

かつて青い森信用金庫（当金庫幹事で青森銀行と共同）ATMコーナーがあった。（待合室に隣接）
- 交通部庁舎
  - 営業所事務室
  - 定期券窓口（待合室販売所）
  - トイレ

## 施設周辺
- 南部バス<階上庁舎（ハートフルプラザ）線（舘花下経由）>「市営旭ヶ丘営業所」（頭に「市営」と付く）バス停は国道沿いの隣接地にある[10]。